# Liste der US-amerikanischen Metropolregionen mit Profimannschaften in jeder der vier professionellen Sportligen
Die Liste der US-amerikanischen Metropolregionen mit Profimannschaften in jeder der vier professionellen Sportligen beinhaltet alle Metropolregionen der Vereinigten Staaten, welche mindestens eine Profimannschaft in den Big 4, den vier beliebtesten professionellen Sportligen in den Vereinigten Staaten  (Major porfessional sports leagues) Major League Baseball (MLB), National Basketball Association (NBA), National Football League (NFL) und National Hockey League (NHL) besitzen.
Aktuell gibt es 13 Metropolregionen mit mindestens einer Profimannschaft in allen vier Ligen, wobei die New York Metropolitan Area und die Greater Los Angeles Area jeweils zwei Mannschaften pro Liga stellen. Wird die 1993 gegründete Major League Soccer als fünfte große Sportliga in die Betrachtung mit einbezogen, verbleiben von den 13 Metropolregionen noch elf, die neben Mannschaften in den Big 4 ebenfalls eine Mannschaft in der MLS stellen. Nur die Metro Detroit und die Metropolregion Phoenix besitzen aktuell keine MLS-Mannschaft.

## Aktuelle Metropolregionen mit Mannschaften in allen vier Profiligen
| Metropolregion                        | Bevölkerung 2020 | NFL Team(s)                           | MLB Team(s)                            | NBA Team(s)                             | NHL Team(s)                                           | MLS Team(s)                         | Gesamt |
| ------------------------------------- | ---------------- | ------------------------------------- | -------------------------------------- | --------------------------------------- | ----------------------------------------------------- | ----------------------------------- | ------ |
| Metropolregion Greater Boston         | 4.941.632        | New England Patriots                  | Boston Red Sox                         | Boston Celtics                          | Boston Bruins                                         | New England Revolution              | 5      |
| Metropolregion Chicago                | 9.618.502        | Chicago Bears                         | Chicago Cubs Chicago White Sox         | Chicago Bulls                           | Chicago Blackhawks                                    | Chicago Fire                        | 6      |
| Dallas-Fort-Worth-Metroplex           | 7.637.387        | Dallas Cowboys                        | Texas Rangers                          | Dallas Mavericks                        | Dallas Stars                                          | FC Dallas                           | 5      |
| Metropolregion Denver                 | 2.963.821        | Denver Broncos                        | Colorado Rockies                       | Denver Nuggets                          | Colorado Avalanche                                    | Colorado Rapids                     | 5      |
| Metro Detroit                         | 4.392.041        | Detroit Lions                         | Detroit Tigers                         | Detroit Pistons                         | Detroit Red Wings                                     |                                     | 4      |
| Greater Los Angeles Area              | 13.200.998       | Los Angeles Chargers Los Angeles Rams | Los Angeles Angels Los Angeles Dodgers | Los Angeles Clippers Los Angeles Lakers | Anaheim Ducks Los Angeles Kings                       | LA Galaxy Los Angeles FC            | 10     |
| Metropolregion Miami                  | 6.138.333        | Miami Dolphins                        | Miami Marlins                          | Miami Heat                              | Florida Panthers                                      | Inter Miami                         | 5      |
| Metropolregion Minneapolis–Saint Paul | 3.690.261        | Minnesota Vikings                     | Minnesota Twins                        | Minnesota Timberwolves                  | Minnesota Wild                                        | Minnesota United                    | 5      |
| New York Metropolitan Area            | 20.140.470       | New York Giants New York Jets         | New York Mets New York Yankees         | Brooklyn Nets New York Knicks           | New Jersey Devils New York Islanders New York Rangers | New York City FC New York Red Bulls | 11     |
| Metropolregion Delaware Valley        | 6.245.051        | Philadelphia Eagles                   | Philadelphia Phillies                  | Philadelphia 76ers                      | Philadelphia Flyers                                   | Philadelphia Union                  | 5      |
| Metropolregion Phoenix                | 4.845.832        | Arizona Cardinals                     | Arizona Diamondbacks                   | Phoenix Suns                            | Arizona Coyotes                                       |                                     | 4      |
| San Francisco Bay Area                | 4.749.008        | San Francisco 49ers                   | Oakland Athletics San Francisco Giants | Golden State Warriors                   | San Jose Sharks                                       | San José Earthquakes                | 6      |
| Metropolregion Washington             | 6.385.162        | Washington Commanders                 | Washington Nationals                   | Washington Wizards                      | Washington Capitals                                   | D.C. United                         | 5      |

- Größte Metropolregion ohne mindestens einer Profimannschaft in allen vier großen Sportligen ist die Metropolregion Houston, welcher aktuell ein NHL-Team fehlt. Mit den Houston Astros (MLB), Houston Texans (NFL), Houston Rockets (NBA) und Houston Dynamo (MLS) stellt die Region in den anderen vier Sportligen jeweils eine Mannschaft.
- Die Greater Toronto Area besitzt mit den Toronto Argonauts (Football), Toronto Blue Jays (MLB), Toronto Raptors (NBA), Toronto Maple Leafs (NHL) und Toronto FC (MLS) ebenfalls eine Profimannschaft in allen fünf Sportarten, die Argonauts spielen jedoch nicht in der NFL, sondern in der CFL.

## Ehemalige Metropolregionen mit Mannschaften in allen vier Profiligen
| Metropolregion             | von  | bis  | NFL Team(s)         | MLB Team(s)         | NBA Team(s)         | NHL Team(s)        |
| -------------------------- | ---- | ---- | ------------------- | ------------------- | ------------------- | ------------------ |
| Metropolregion Atlanta     | 1972 | 1980 | Atlanta Falcons     | Atlanta Braves      | Atlanta Hawks       | Atlanta Flames     |
| Metropolregion Atlanta     | 1999 | 2011 | Atlanta Falcons     | Atlanta Braves      | Atlanta Hawks       | Atlanta Thrashers  |
| Metropolregion Cleveland   | 1976 | 1978 | Cleveland Browns    | Cleveland Indians   | Cleveland Cavaliers | Cleveland Barons   |
| Metropolregion Kansas City | 1974 | 1976 | Kansas City Chiefs  | Kansas City Royals  | Sacramento Kings    | Kansas City Scouts |
| Greater St. Louis          | 1967 | 1968 | St. Louis Cardinals | St. Louis Cardinals | St. Louis Hawks     | St. Louis Blues    |